# Schokolinse

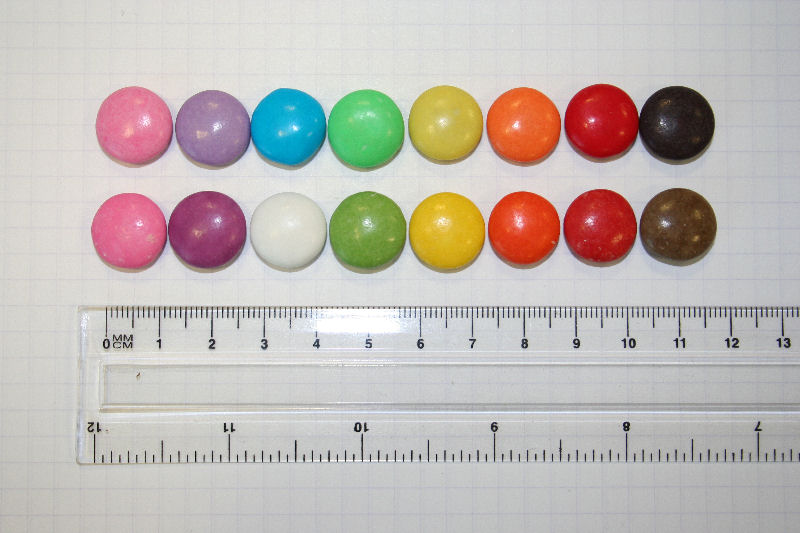
Smarties

Die Schokolinse, auch Schokoladen-Dragee genannt, ist eine linsenförmige Süßigkeit aus dragierter Vollmilchschokolade.
Die ursprünglichen Schokolinsen sind weiß, hellblau bzw. rosa und haben einen Überzug mit Pfefferminzgeschmack.
Daneben gibt es auch bunte Schokolinsen ohne Pfefferminzgeschmack wie z. B. Smarties, oder die von ihnen abgeleiteten M&M’s.
Weiterhin gibt es runde Schokoplättchen mit ähnlichem Durchmesser und flacher Unterseite, die auf ihrer konvexen (nach außen gewölbten) Oberseite mit Nonpareille bestückt sind. Auch diese werden gelegentlich als Schokolinsen bezeichnet.